# كوتشك ديغ سيد
كوتشك ديغ سيد (بالفارسية: کوچک‌دیگ سید) هي قرية تقع في غلستان في إيران. يقدر عدد سكانها بـ 612 نسمة .